# Virgin (西村由紀江のアルバム)
『Virgin』（ヴァージン）は、日本のピアニストである西村由紀江の11作目のオリジナル・アルバム。
1995年10月20日にポニーキャニオンより規格品番：PCCR-00170で発売。2000年12月20日にヤマハミュージックコミュニケーションズより規格品番：YCCS-00008で再発売。

## 概要
「ピアノソロ第一弾」と銘打って発表されたアルバムで、これまでは様々な楽器とのアンサンブルが中心であったが、本作では全ての楽曲がピアノのソロ演奏をメインとして構成されている。本作を境にして、以降のアルバムではピアノソロ曲が中心となっていく。

## タイアップ
「いつまでも」は、TBS系テレビドラマ『輝け隣太郎』で挿入曲として使用された。

## 収録曲
全作曲・編曲：西村由紀江
1. pure water
2. はじまりの予感
3. 前向きな瞳
4. 鏡花水月
5. あなたに最高のしあわせを
6. すずしい風に吹かれながら
7. 最果てに揺れる花
8. 手紙
9. よろこびのうた
10. 恋がくれたもの
11. いつまでも
12. すき

## 楽譜
- 監修： 西村由紀江
- 出版： ヤマハミュージックメディア
- 発売日： 1995年11月
- ISBN 4-636-65034-4